# علي كاظم
علي كاظم (1 يناير 1949 - 2 يناير 2018) لاعب كرة قدم عراقي سابق.

## مسيرته الكروية
لاعب كرة قدم عراقي سابق يعتبر ثالث هداف في تاريخ الكرة العراقية، سجل علي كاظم مع منتخبات العراق الوطنية أكثر من 56 هدفاً وتميز بتسديداته اليسارية القوية وباتقان التسديدات الرأسية وله اهداف جميلة حتى بقدمه اليمنى.. كالهدف الجميل الذي سجله ضد الكويت وحارسها احمد الطرابلسي... اشتهر أبو هديل بارتدائه الفانيلة رقم 15 وشكل أحد ارعب خط هجومي مع الكابتن فلاح حسن عده في حينها الثنائي الافضل عراقيا وعربيا.

## انجازاته واهدافة مع الكرة العراقية
حقق علي كاظم مع منتخبات العراق العديد من الانجازات أبرزها مع منتخب العراق العسكري الذي فيه يعتبر اللاعب الأبرز بتاريخ الكرة العسكرية، فحصل مع منتخب العراق العسكري على ثلاث بطولات كأس عالم، الأولى عام 1972 في بغداد بقيادة المدرب عادل بشير حيث حصل منتخبنا على البطولة بعد الفوز على اليونان وساحل العاج والتعادل مع تركيا وإيطاليا بينما انسحبت فيتنام من البطولة وسجل علي كاظم هدفا واحدا ضد ساحل العاج في المباراة الأخيرة التي انتهت بثلاثية نظيفة للعراق، والبطولة الثانية كانت عام 1977 في دمشق بقيادة المدرب الألماني رايشلت ليكرر (مدرب نادي الجيش وقتها) وسجل علي كاظم رباعية الفوز الرائعة على البحرين ضد حارس المرمى حمود سلطان في بغداد ضمن التصفيات بقيادة المدرب عمو بابا وبعد تجاوز الإمارات أيضا بالتصفيات ساهم مع المنتخب العسكري بالفوز بالبطولة بعد الفوز على فرق مجموعات (ألمانيا الغربية وفرنسا ونيجيريا)، والتأهل للنهائي ليسجل علي كاظم إحدى ضربات الترجيح الحاسمة ضد الكويت الذي كان بقيادة أفضل مدربين البرازيل المتمثلة بماريو زاغالو ويساعده كارلوس البرتو بيريرا وانتهت المباراة لصالح العراق 5-4 بعدما انتهت المباراة بوقتها الأصلي والإضافي بالتعادل السلبي، أما البطولة الثالثة فكانت عام 1979 في الكويت بقيادة المدرب عمو بابا واحرز أبو هديل بهذه البطولة 5 أهداف 3 منها على البحرين وواحد على النمسا، وسجل إحدى ضربات الترجيح الفاصلة ضد إيطاليا والتي انتهت 4-3 بعد تعادل المنتخبان بالوقت الأصلي بنتيجة 0-0 كما حصل منتخب العراق على المركز الثاني بعد الكويت في بطولة كأس الخليج الرابعة التي اقيمت بالعاصمة القطرية الدوحة وحصل علي كاظم على ثاني الهدافين بعد جاسم يعقوب بتسجيله 8 أهداف مميزة اختير على أثرها كأفضل مهاجم بالبطولة كما وصل مع منتخب العراق الأولمبي إلى الدور الربع نهائي في أولمبياد موسكو 1980، حصل على لقب هداف بطولة غرب آسيا 1971 برصيد 7 اهداف، هداف كأس فلسطين 1972 برصيد 4 اهداف، هداف تصفيات اولمبياد مونتريال 1976 برصيد 6 اهداف، هداف بطولة العالم العسكري 1979 برصيد 4 اهداف.. أما على الصعيد المحلي ففاز بكثير من الالقاب وسجل أجمل الاهداف مع فرق السكك الزوراء والنقل والشرطة بمختلف البطولات المحلية والعربية.

## إحصائيات
| الفريق          | عدد المباريات | عدد الأهداف |
| --------------- | ------------- | ----------- |
| المنتخب العراقي | 82            | 35          |
| المجموع         | 82            | 35          |

### الاهداف الدولية مع المنتخب
| #   | التاريخ             | المكان                  | الخصم                    | عدد الاهدف | النتيجة | المناسبة          |
| --- | ------------------- | ----------------------- | ------------------------ | ---------- | ------- | ----------------- |
| 1.  | 13 كانون الأول 1971 | الكويت                  | سريلانكا                 | 1–0        | 5–0     | تصفيات كأس آسيا   |
| 2.  | 13 كانون الأول 1971 | الكويت                  | سريلانكا                 | 2–0        | 5–0     | تصفيات كأس آسيا   |
| 3.  | 13 كانون الأول 1971 | الكويت                  | سريلانكا                 | 4–0        | 5–0     | تصفيات كأس آسيا   |
| 4.  | 15 كانون الأول 1971 | الكويت                  | البحرين                  | 1–0        | 1–0     | تصفيات كأس آسيا   |
| 5.  | 18 كانون الأول 1971 | الكويت                  | الأردن                   | 2–0        | 2–0     | تصفيات كأس آسيا   |
| 6.  | 22 كانون الأول 1971 | الكويت                  | لبنان                    | 1–0        | 2–0     | تصفيات كأس آسيا   |
| 7.  | 22 كانون الأول 1971 | الكويت                  | لبنان                    | 2–0        | 2–0     | تصفيات كأس آسيا   |
| 8.  | 16 آذار 1973        | ملعب سدني الرياضي، سدني | إندونيسيا                | 1–0        | 1–1     | تصفيات كأس العالم |
| 9.  | 24 آذار 1973        | ملعب سدني الرياضي، سدني | أستراليا                 | 3–0        | 4–0     | تصفيات كأس العالم |
| 10. | 25 آذار 1976        | قطر                     | عمان                     | 2–0        | 4–0     | كأس الخليج        |
| 11. | 25 آذار 1976        | قطر                     | عمان                     | 3–0        | 4–0     | كأس الخليج        |
| 12. | 27 آذار 1976        | قطر                     | البحرين                  | 4–0        | 4–1     | كأس الخليج        |
| 13. | 29 آذار 1976        | قطر                     | السعودية                 | 4–0        | 7–1     | كأس الخليج        |
| 14. | 29 آذار 1976        | قطر                     | السعودية                 | 5–0        | 7–1     | كأس الخليج        |
| 15. | 29 آذار 1976        | قطر                     | السعودية                 | 6–0        | 7–1     | كأس الخليج        |
| 16. | 3 نيسان 1976        | قطر                     | الإمارات العربية المتحدة | 2–0        | 4–0     | كأس الخليج        |
| 17. | 5 نيسان 1976        | قطر                     | الكويت                   | 2–2        | 2–2     | كأس الخليج        |

## اعتزاله
اعتزل النجم علي كاظم عام 1982 لينتقل فيما بعد إلى عالم التدريب حيث درب الزوراء وسامراء والنجف والمصافي اخرها بعد الشفاء من المرض وكانت له تجربة احترافية طيبة سابقة في الأردن خمس سنوات حيث درب وساعد بتدريب اندية الرمثا والوحدات كما كانت له تجربة بالتدريب في البحرين لسنتين وسنة في عمان وأخرى في اليمن لكن المرض الذي اصابه وهو تاكل عظم الحوض جعله يتوقف عن مسيرته التدريبية لفترة حيث سافر إلى جمهورية التشيك والكويت وقطر ودول أخرى للعلاج.

## الوفاة
في يوم 2 كانون الثاني 2018م أعلنت وسائل إعلام عن وفاته بعد صراعه مع المرض في بغداد.

## وصلات خارجية
- علي كاظم على موقع قاعدة بيانات كرة القدم.إي يو (الإنجليزية)
- علي كاظم على موقع ناشيونال فوتبول تيمز (الإنجليزية)
- علي كاظم على موقع أوليمبيديا (الإنجليزية)